# Lighter (singel Kyle’a Alessandro)
Lighter – singel norweskiego piosenkarza Kyle Alessandro, wydany 24 stycznia 2025 roku, nakładem wytwórni Warner Music. Kompozycja reprezentowała Norwegię w 69. Konkursie Piosenki Eurowizji (2025).

## Tło i kompozycja
Utwór został napisany i wyprodukowany przez samego piosenkarza we współpracy z Adamem Woodsem. Według Kyle inspiracją do stworzenia utworu była choroba jego matki u której zdiagnozowano nowotwór oraz jej słowa skierowane do Kyle’go aby nigdy nie tracił swojego „światła”. Utwór skupia się wokół tematyki nadziei i walce po niepowodzeniach. Fińska dziennikarka pracująca dla nadawcy Yle Eva Frantz określiła utwór mieszanką elementów muzyki barokowej, średniowiecznej, folkowej i nowoczesnego popu.

## Konkurs Piosenki Eurowizji
16 stycznia 2025 utwór zakwalifikował się do norweskich preselekcji Melodi Grand Prix. 15 lutego 2025 utwór zwyciężył finał eliminacji uzyskując w sumie 307 punktów w głosowaniu jurorów i telewidzów otrzymując tym samym prawo do reprezentowania Norwegii w konkursie. Utwór został zaprezentowany w pierwszym półfinale 13 maja 2025 roku, a następnie w finale 17 maja 2025 roku, gdzie uplasował się na 18. miejscu, zdobywając 89 punktów.

## Notowania
| Kraj            | Lista (2025)                      | Najwyższa pozycja |
| --------------- | --------------------------------- | ----------------- |
| Austria         | Ö3 Austria Top 40                 | 18                |
| Finlandia       | Suomen virallinen lista – Singlet | 18                |
| Grecja          | IFPI Greece International         | 4                 |
| Holandia        | Single Top 100                    | 44                |
| Islandia        | Tónlistinn                        | 6                 |
| Litwa           | Singlų Top 100                    | 2                 |
| Łotwa           | LaIPA                             | 7                 |
| Niemcy          | GfK                               | 68                |
| Norwegia        | VG-Lista                          | 6                 |
| Polska          | OLiS – single w streamie          | 21                |
| Szwajcaria      | Singles Top 100                   | 8                 |
| Szwecja         | Sverigetopplistan                 | 19                |
| Świat           | Billboard Global Excl. US         | 172               |
| Ukraina         | FDR Media                         | 14                |
| Wielka Brytania | UK Download Chart                 | 77                |
| Wielka Brytania | UK Singles Sales                  | 82                |